# Чёрноотрожский сельсовет
Чёрноотрожский сельсовет — сельское поселение в Саракташском районе Оренбургской области Российской Федерации.
Административный центр — село Чёрный Отрог.

## История
Статус и границы сельского поселения установлены Законом Оренбургской области от 2 сентября 2004 года № 1424/211-III-ОЗ «О наделении муниципальных образований Оренбургской области статусом муниципального района, городского округа, городского поселения, установлении и изменении границ муниципальных образований»

## Население
| 2010  | 2012  | 2013  | 2014  | 2015  | 2016  | 2017  |
| ----- | ----- | ----- | ----- | ----- | ----- | ----- |
| 3688  | ↗3693 | ↗3694 | ↗3715 | ↘3675 | ↘3659 | ↘3616 |
| 2018  | 2019  | 2020  | 2021  |       |       |       |
| ↘3557 | ↘3458 | ↘3382 | ↘3324 |       |       |       |

## Состав сельского поселения
| № | Населённый пункт | Тип населённого пункта       | Население |
| - | ---------------- | ---------------------------- | --------- |
| 1 | Аблязово         | село                         | 137       |
| 2 | Изяк-Никитино    | село                         | 264       |
| 3 | Никитино         | село                         | 660       |
| 4 | Советский        | посёлок                      | 193       |
| 5 | Студенцы         | село                         | 360       |
| 6 | Чёрный Отрог     | село, административный центр | 1671      |
| 7 | Чёрный Отрог     | железнодорожная станция      | 403       |